# Муадан
Муада́н (фр. Moydans, окс. Moidans) — коммуна во Франции, находится в регионе Прованс — Альпы — Лазурный Берег. Департамент коммуны — Верхние Альпы. Входит в состав кантона Розан. Округ коммуны — Гап.
Код INSEE коммуны — 05091.

## Население
Население коммуны на 2008 год составляло 50 человек.
| 1962 | 1968 | 1975 | 1982 | 1990 | 1999 | 2008 |
| ---- | ---- | ---- | ---- | ---- | ---- | ---- |
| 59   | 70   | 75   | 63   | 58   | 53   | 50   |

## Экономика
В 2007 году среди 29 человек в трудоспособном возрасте (15—64 лет) 23 были экономически активными, 6 — неактивными (показатель активности — 79,3 %, в 1999 году было 82,1 %). Из 23 активных работали 21 человек (14 мужчин и 7 женщин), безработных было 2 (1 мужчина и 1 женщина). Среди 6 неактивных 5 человек были пенсионерами, 1 был неактивным по другим причинам.